# Honigsachverständiger
Der Honigsachverständige (HSV) ist ein für Honig sachkundiger Imker mit entsprechendem Sachkundenachweis in Deutschland.

## Qualifizierung
Um als Honigsachverständiger (siehe auch Bienensachverständiger) qualifiziert zu werden, muss eine meist mehrtägige Ausbildung mit erfolgreicher Prüfung abgeschlossen werden. Voraussetzung ist eine meist mehrjährige Tätigkeit als Imker (Gewinnung und Vermarktung von Honig) sowie ein Honigsachkundenachweis. Die Ausbildung wird von verschiedenen Instituten oder (Imker-)Verbänden angeboten.

## Aufgaben
Die Aufgaben eines (immer ehrenamtlich agierenden) Honigsachverständigen können von Bundesland zu Bundesland leicht variieren. Allen gemeinsam ist jedoch die Schulung und Beratung von Imkern zur Erreichung eines Honigsachkundenachweises. Dazu gehört insbesondere die Vermittlung von Kenntnissen bezüglich
- Eigenschaften und Inhaltsstoffen von Honig
- richtiger Verarbeitung und Lagerung
- Hygiene bei der Honiggewinnung und -verarbeitung
- aktueller rechtlicher Aspekte rund um das Thema Honig, insbesondere Etikettierung und Deklaration (siehe auch Honigverordnung)
- Vermarktungsaspekten
- Degustation und Sensorik
- Beurteilung von Pollenanalysen

Weiterhin gehört zu den Aufgaben die Teilnahme als Prüfer beziehungsweise Richter bei Honigprämierungen.